# Маринобуфагенин
Маринобуфагенин — кардиотонический стероид из группы буфадиенолидов. Его можно обнаружить в плазме и моче людей с инфарктом миокарда, почечной недостаточностью и сердечной недостаточностью. Действует как эндогенный ингибитор Na/К-АТФазы. В природе секретируется жабой Rhinella rubescens и другими родственными видами, такими как жаба-ага. Сосудосуживающее средство с эффектами, подобными наперстянке.